# 馬蝗絆

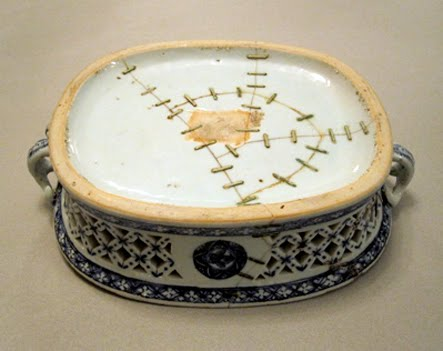
鎹継ぎによる修復

馬蝗絆（ばこうはん、中国語: 锔瓷）とは、金属製の鎹（かすがい）によって割れた陶器をつなぎ留めた茶碗である。

## 名前
修復に使う鉄釘が「馬蝗」に似ていることから、日本では「馬蝗絆」と呼ばれた。なお「馬蝗」の意味については諸説があり、「馬蝗絆」（青磁茶碗、重要文化財）を所蔵する東京国立博物館は「蝗(いなご）」とみるのに対し、台湾の国立故宮博物院は「馬蝗は（俗称）水蛭／ヒル」であるという（同院所蔵の国宝「古木流泉」の解説）。

## 修復技術
中国では、锔瓷以外にも「钉钉」あるいは「骨路」など様々な呼び名がある。
中国の明時代には確立されていたとされるが、同様の技術は古代ギリシアの修復技術にも見られる。
日本においても、鎹継ぎ、鎹止め、鎹直しなどの多くの名称が見られる。

## 歴史
江戸時代の儒学者である伊藤東涯の『馬蝗絆茶甌記』によると、足利義政がひび割れてしまった茶器に代わるものがないか中国で探させたが、代わるものがなく、ひび割れた茶器を鎹によって修復して返却されたとある。
その後に発展する金継ぎとも縁が深い技術である。
なお東京国立博物館は現在、「馬蝗」を蝗（いなご）と解釈しているが、これは誤訳の可能性が高く、再考の余地がある。
「馬蝗」は、「馬蝗描」・「馬蝗弩」のような熟語を形成し、ヒルに似た形状の比喩によく使われている語である。台湾の国立故宮博物院は、「馬蝗」は水蛭の別名（俗名）で、宋時代の馬和之の「古木流泉」（同院所蔵、国宝）はその描線がヒルに似ていることから「馬蝗描」と呼ばれたという。また元時代の『酷寒亭』では、「ぴったりくっついて離れない」という比喩として使われている。
水蛭は大昔から薬として広く使われており、馬蝗より螞蟥と記されることの方が多いため、これを理解している近年の学術論文では、東涯の『馬蝗絆茶甌記』を紹介する時に、「螞蟥のようなので、日本人は“馬蝗絆”とよんだ」と説明するものがある。東涯が鉄釘をみて思い浮かべたのは、ヒルであろう。